# Pierre à Vinaigre

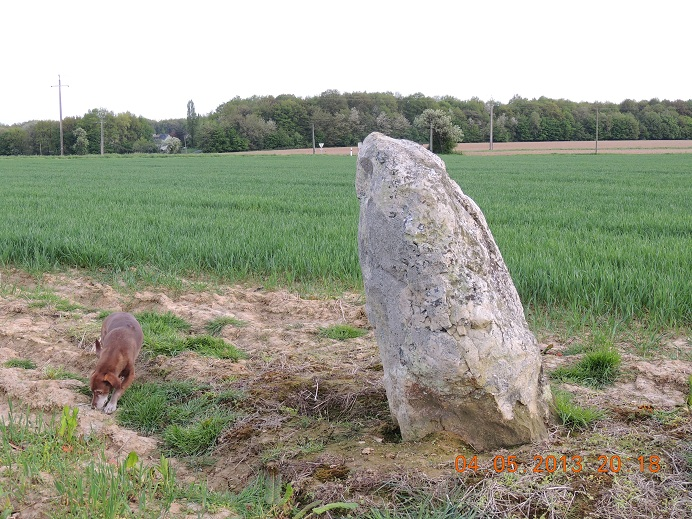
Pierre à Vinaigre

Der Pierre à Vinaigre (deutsch „Essigstein“) ist ein Menhir südwestlich von Nouzilly in der Touraine im Département Indre-et-Loire in Frankreich.
Die „Les Fossés de César“ genannten Überreste der Einfriedung eines ausgedehnten Lagers, wahrscheinlich gallischen Ursprungs, sind in Form von breiten Gräben, die von einer Böschung begrenzt werden, zu erkennen. Das Lager wird im Südwesten durch das Tal der Choisille begrenzt. Eine gallo-römische Stätte wurde auch in „Longueville“ (westlich von Nouzilly) gefunden.
Der kleine Menhir steht in einem Feld etwa in der Mitte der Einfriedung, im Weiler Le Hallier.
Der Menhir ist einer der Essigsteine. Der Name Pierre à Vinegre rührt ursprünglich von der verbreiteten Sitte, Trankopfer auf dem Stein zu zelebrieren. Die moderne Verballhornung der alten Sitte bestand darin, die Nase des Opfers auf den Stein zu drücken, damit er den Essig roch. Diese Tradition war in Frankreich, besonders im Mittelalter, vielerorts (Grand Menhir de la Garde), Croix de la Pierre à Vinaigre (Crotelles) etabliert.